# Manuel Galera
Manuel Galera (3 december 1943 - 14 februari 1972) was een Spaans wielrenner.

## Levensloop en carrière
Galera was professioneel wielrenner van 1967 tot 1972. Hij was de jongere broer van Joaquim Galera. In 1968 won hij de Ronde van Guatemala. In 1971 werd hij vijfde in de Ronde van Spanje. Een jaar later verongelukte hij tijdens de Ronde van Andalusië.

## Resultaten in voornaamste wedstrijden
| Jaar | Ronde van Italië | Ronde van Frankrijk | Ronde van Spanje |
| ---- | ---------------- | ------------------- | ---------------- |
| 1968 | 15e              |                     |                  |
| 1969 |                  | 47e                 |                  |
| 1970 |                  |                     | 50e              |
| 1971 |                  |                     | 5e               |